# Aach (họ)
Aach, cũng viết là von Aach, là một họ của người Đức tên họ xuất phát từ khái niệm địa danh Aach. Những người đáng chú ý có mang họ này bao gồm:
- Hans Günther Aach (sinh năm 1919), nhà thực vật học người Đức
- Herb Aach (1923 Vang1985), họa sĩ và nhà văn người Mỹ